# Владимировка (Краснодарский край)
Влади́мировка — село в Приморском районе муниципального образования город Новороссийск.

## География
Расположено в 10,5 км к северо-западу от центра Новороссийска. Граничит с селом Гайдук на юго-востоке. 

## Население
| 1873 | 2002  | 2005  | 2010  |
| ---- | ----- | ----- | ----- |
| 108  | ↗1251 | ↗1300 | ↗1485 |